# Impremta Franquet
La Impremta Franquet (1830-1983) va ser una impremta i llibreria de Girona regentada per la família Franquet.

## Història
El negoci d'impremta i llibreria va ser fundat el 1830 (Enric Mirambell subratlla que no hi ha cap prova documental fins a l'any 1838) per Antoni Franquet Fortuny (1808-1878) al carrer Calderers de Girona. Al llarg dels anys que va estar obert, el negoci va estar regit sempre pels membres de la nissaga familiar. A Antoni Franquet Fortuny el va succeir la seva vídua, Madrona Serra, i després el seu fill, Josep Franquet Serra (1851-1907), poeta i escriptor, destacat membre de l'Associació Literària de Girona i guanyador de nombrosos concursos i jocs florals. Aquest va traslladar la impremta del carrer Ballesteries 42 al carrer de la Força 14, i la llibreria, que també estava al carrer Ballesteries, al carrer Argenteria 26.
Després de Josep Franquet el negoci va passar al seu fill Antoni Franquet i Gusiñé (1879-1957), el qual, a més, era fotògraf aficionat i escrivia com a col·laborador del diari L'Autonomista on també hi publicà algunes fotografies. A la seva mort el va succeir la seva vídua, Maria Bosch. El darrer propietari va ser Josep Franquet Alemany (1905 - 1997), fill d'Antoni i la seva primera dona, que va continuar el negoci familiar (en la darrera etapa ajudat pels seus fills) fins al 1983, quan va cessar l'activitat a la impremta. La llibreria del carrer Ballesteries seguiria funcionant sota la direcció dels Franquet fins al 1993.
La impremta Franquet és l'empresa gironina més rellevant en l'edició de postals il·lustrades. Eren principalment editors, però, possiblement, també foren autors d'algunes de les imatges. D'altres eren encarregades a fotògrafs professionals com Joan Llinàs Badosa, un fotògraf originari de Sant Daniel que el 1910 va obrir la galeria "Arte Moderno" a la Gran Via de Jaume I.
La Impremta Franquet també imprimia alguns diaris com Eco de Gerona, La Provincia o la revista El Magisterio Gerundense i cartells de gran format, com els cartells de les curses de braus que es feien a Girona i altres places de la província. Entre les seves impressions també trobem un gran nombre d'obres religiosos entre les quals sobresurten panegírics, devocionaris, hagiografies i novenes.

## El fons fotogràfic
El fons fotogràfic de la Impremta Franquet es conserva al Centre de Recerca i Difusió de la Imatge (CRDI) i està format per 1.305 fotografies i postals, entre negatius de vidre i plàstic i còpies positives, normalment muntades sobre un suport secundari de cartró.